# Myriam Fraga
Myriam Fraga (Salvador, 9 de novembro de 1937 – 15 de fevereiro de 2016) foi uma poeta, jornalista e escritora brasileira.

## Carreira
Começou a publicar seus poemas em jornais e revistas no final da década de 1950. Seu primeiro livro, Marinhas foi publicado em 1964, pelas Edições Macunaíma. Colunista do jornal A Tarde (1984 - 2004) foi também a primeira diretora da Fundação Casa de Jorge Amado. Em 2008, publicou Poesia Reunida, livro editado pela Assembleia Legislativa do Estado da Bahia. No mesmo ano, a Academia de Letras da Bahia organizou o Seminário Myriam Fraga.
Estreia em livro com Marinhas no ano de 1964, pelas Edições Macunaíma - editora especializada em publicações de tiragem limitada e de alto padrão gráfico, sob a orientação artística do gravador Calasans Neto. Jorge Amado foi responsável por incentivar a carreira da jovem escritora, estabelecendo contato entre Myriam Fraga e reconhecidos autores nacionais como Carlos Drummond de Andrade, Manuel Bandeira, Stella Leonardos e Cassiano Ricardo.
Diretora Executiva da Fundação Casa de Jorge Amado desde sua instituição, em julho de 1986, se dedicou igualmente à área de Administração Cultural. Entre 1980 e 1986, esteve à frente de projetos pioneiros na Fundação Cultural do Estado da Bahia, quando coordenou a Coleção dos Novos e foi responsável pelo projeto de criação do Centro de Estudos de Literatura, hoje Departamento de Literatura.
Com poemas traduzidos para o inglês, espanhol, francês e alemão, participou de diversas antologias no Brasil e no exterior.
Eleita por unanimidade membro efetivo da Academia de Letras da Bahia, tomou posse no dia 30 de julho de 1985, passando a ocupar a cadeira de n.º 13, que tem como patrono o poeta Francisco Moniz Barreto. Em 2015, tomou posse da vice-presidência da instituição.
Membro da Associação Baiana de Imprensa, além de manter colaboração em revistas e jornais, foi responsável pela coluna Linha D'água, sobre assuntos culturais, publicada aos domingos no jornal A Tarde de 1984 a 2004.
Sua produção poética retrata questões sociais específicas do Nordeste e traz representações da Bahia, mas também busca uma construção do feminino, ressignificando figuras e temas da mitologia.

## Óbito
Myriam Fraga, que ocupava a cadeira de número 13 da Academia de Letras da Bahia desde 1985, faleceu na tarde de 15 de fevereiro de 2016, no hospital Aliança, em Salvador, onde estava internada desde o dia 20 de janeiro do mesmo ano. A escritora tinha leucemia.

## Amizade com Jorge Amado e Zélia Gattai
A relação de décadas entre Myriam Fraga e o casal de escritores está presente na obra de todos eles. Segundo a poeta, "o convívio com Zélia e Jorge proporcionou-me uma experiência por demais importante". Em 2013, nas comemorações do centenário do escritor baiano, Myriam Fraga publicou o livro Memórias da Alegria, relatando memórias da amizade, depoimentos e reunindo textos e estudos sobre a obra de Jorge Amado.
Jorge Amado, em Navegação de Cabotagem, relata a amizade com Myriam Fraga:
"Da Bahia Roseane me envia o livro de poemas de Myriam Fraga, Os deuses lares, ilustrações de Calasans Neto. A dupla é imbatível, Calá nasceu para ilustrar a poesia de Myriam, os poemas e as monotipias são da mesma matéria, visceral. 
Leitor cativo de Myriam Fraga, tomo do livro e constato que seu canto atingiu a madureza, a densidade dramática, a sabedoria da palavra precisa e mágica. Que poeta, meu Deus! Que Deus a abençoe, o deus da Fundação, o compadre Exu. "fuso e roca/ roca e roca/ tinjo e lavo/ lavo com água e/ mornos sais/ o corpo/ as feridas/ na fímbria/ no remoto" - vou parar senão transcrevo o livro todo, verso a verso. 
Nós o lemos juntos, Zélia e eu, não sei de prazer maior que o de ler poesia com a namorada, em conluio. Invadido de remorsos, acuso Zélia: a culpa é tua, foste tu inventar a Fundação onde Myriam se encerra dia e noite no trabalho, na luta, na estafa, no planejamento, na realização, na busca mesquinha e heroica de dinheiro para levar avante a cultura, no afã de criar condições para a literatura e a arte na Bahia, para o estudo do romance brasileiro, pauta de afazeres pejada de problemas. Myriam teria escrito e publicado nesses anos pelo menos três livros de poemas, sem falar no lazer abandonado, a casa de praia em Mar Grande, os fins de semana na fazenda, já não lhe sobra tempo para nada, vive amarrada às cadeias de mil dificuldades, carrega nas costas essa tal de Fundação, a tua Fundação. Zélia não se abala, diz estar certa que Myriam o faz com prazer, além de poeta é combatente, as dificuldades não a assustam, ao contrário, a seduzem. Quanto à poesia, que eu não me incomode, a poesia brota e resplandece, vive dentro de Myriam e nada a impedirá."

## Obras

### Poesias[3]
- Marinhas (Macunaíma, 1964)
- Sesmaria (Imprensa Oficial da Bahia, 1969, Prêmio Arthur de Salles)
- O livro dos adynata (Macunaíma, 1975)
- A cidade (Macunaíma, 1979)
- O risco na pele (Civilização Brasileira, 1979)
- As purificações ou O sinal de talião (Civilização Brasileira, 1981)
- A lenda do pássaro que roubou o fogo (Macunaíma, 1983)
- Six poems (Trad. Richard O'Connell. Salvador: Macunaíma, 1985)
- Os deuses lares (Macunaíma, 1992)
- Die Stadt (Macunaíma, 1994)
- Femina (Fundação Casa de Jorge Amado, 1996, Prêmio Copene Cultura e Arte)
- Poesia Reunida (Assembleia Legislativa da Bahia e Academia de Letras da Bahia, 2008)
- Rainha Vashti (Roda Edições, 2015)

### Prosa[3]
- Flor do Sertão (Macunaíma, 1986)[11]
- Uma casa de palavras (Salvador: Fundação Casa de Jorge Amado, 1997)
- Leonídia, a musa infeliz do poeta Castro Alves (Salvador: Fundação Casa de Jorge Amado, 2002)
- Uma casa de palavras: vinte e cinco anos depois (Salvador: Fundação Casa de Jorge Amado, 2012)
- Memórias de Alegria (Salvador: Fundação Casa de Jorge Amado, 2013)

### Infanto-juvenil[3]
- Castro Alves (São Paulo: Callis, 2001. Coleção Crianças Famosas)
- Jorge Amado (São Paulo: Callis, 2002. Coleção Crianças Famosas)
- Jorge Amado (São Paulo: Moderna, 2003, Coleção Mestres da Literatura)
- Castro Alves (São Paulo: Moderna, 2004, Coleção Mestres da Literatura)
- Luiz Gama (São Paulo: Callis, 2005. Coleção A Luta de Cada Um)
- Carybé (São Paulo: Moderna, 2005, Coleção Mestres da Pintura)
- Graciliano Ramos (São Paulo: Moderna, 2007, Coleção Mestres da Literatura)

## Títulos e prêmios
- Prêmio Arthur Sales (Secretaria de Educação e Cultura do Estado da Bahia, 1969);
- Prêmio Casimiro de Abreu (Secretaria de Educação e Cultura do Estado do Rio de Janeiro, 1972);
- Medalha Castro Alves (Ordem Brasileira dos Poetas da Literatura de Cordel, Salvador, 1984);
- Medalha do Mérito Castro Alves (Secretaria de Educação e Cultura do Estado da Bahia, 1984);
- Personalidade Cultural (União Brasileira dos Escritores - UBE, Rio de Janeiro, 1987);
- Medalha Maria Quitéria (Câmara dos Vereadores da Cidade do Salvador, 1996);
- Prêmio COPENE de Cultura e Arte (COPENE, Salvador, 1996);
- Prêmio Alejandro José Cabassa (União Brasileira de Escritores - UBE, Rio de Janeiro, 1998);
- Prêmio pelo Conjunto da Obra (Academia de Letras da Bahia, 2015).